# 卡戴特的發煙液體

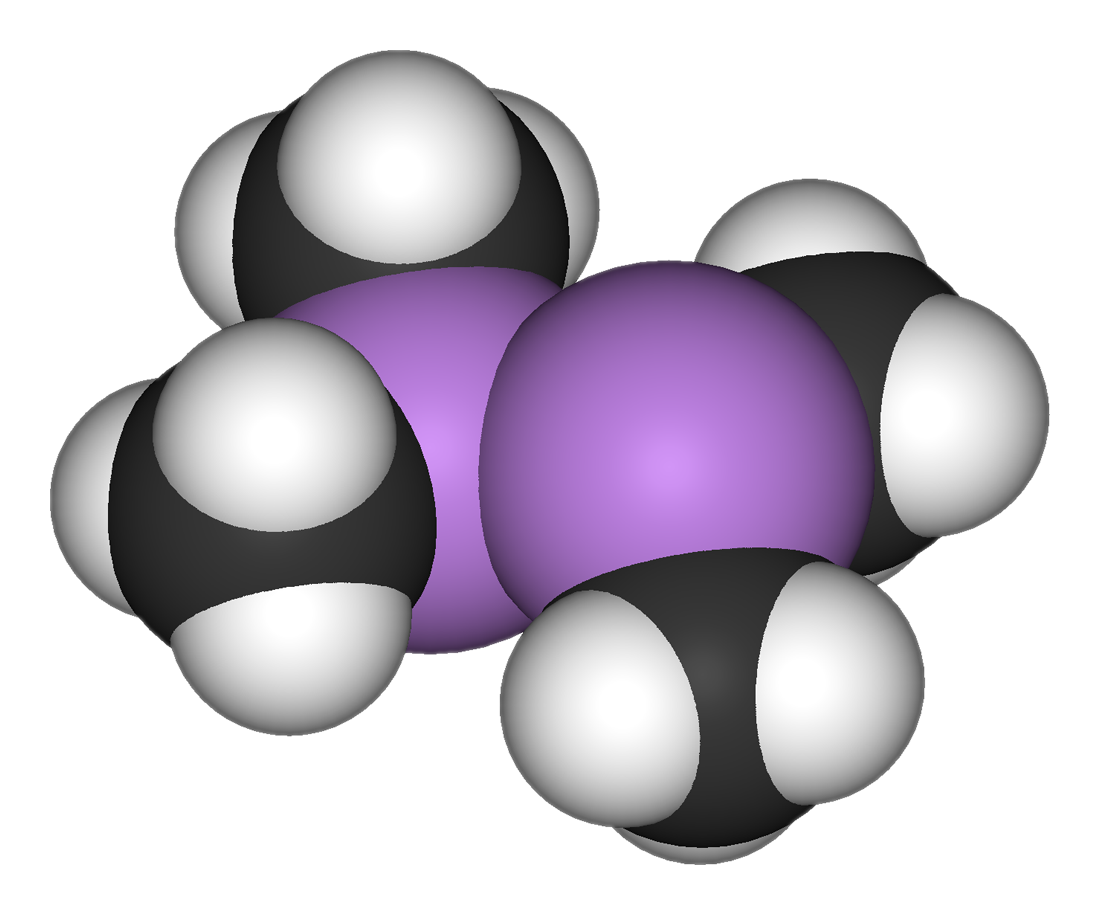
联二甲胂的空間填充模型

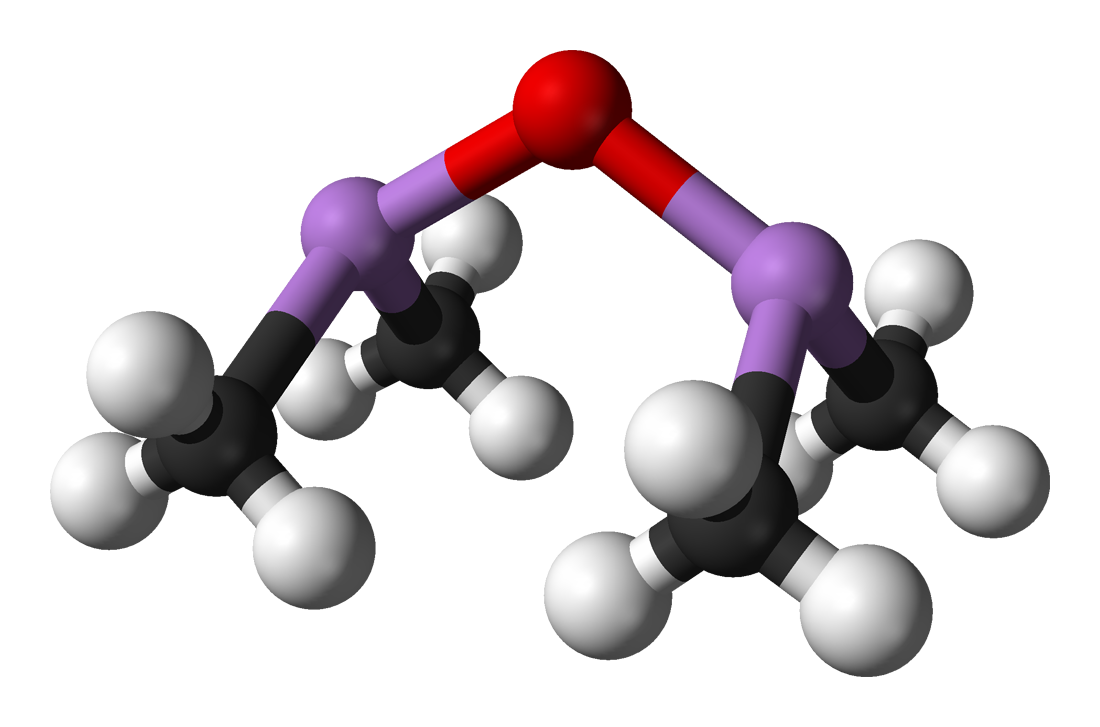
二甲胂氧的球棍模型

卡戴特的發煙液體（法語：Liquide fumant de Cadet），是一種紅棕色油状液體，1760年時由法國化學家路易斯·克勞德·卡戴特·德伽西科特由乙酸鉀與三氧化二砷的反應合成制备。此溶液主要由联二甲胂和二甲胂氧组成。
4 KCH3COO + As2O3 → As2(CH3)4O + 2 K2CO3 + 2CO2
这两種物質也是最早製備的有機金屬化合物。
这种液体暴露在空气中会产生白烟，导致产生二氧化碳、水和三氧化二砷的淡色火焰。它有一种令人作呕和非常难闻的大蒜味。
大约在1840年，罗伯特·本生在描述此液体中的化合物及其衍生物方面做了很多工作。當時曾出現有關有機化合物的基團理论。罗伯特·本生的研究對當時基團理论的发展很重要。

## 註解
1. ↑  基團理论認為有機化合物是由「基團」（Radical）所組成，有機化學反應中，有機化合物中的基團會重組，類似一般化學反應中，各化合物中的元素會重組一樣，此理論已被其他理論取代